# تشكن سيديا (مقاطعة دورة)
تشكن سيديا (بالفارسية: تشکن سیدیا) هي قرية تقع في قسم تشكن الريفي (مقاطعة دورة) في إيران. يقدر عدد سكانها بـ 90 نسمة .